# Lake Peigneur
Der Lake Peigneur ist ein See im US-Bundesstaat Louisiana. Er befindet sich etwa zwei Kilometer nördlich der Stadt Delcambre und 15 km südlich von Lafayette.

## Geschichte
Der See bestand bis zu Beginn der 1980er Jahre aus Süßwasser und war als etwa drei Meter tiefe Wassersportstätte beliebt. Am 20. November 1980 veränderte ein Bohrunfall, verursacht durch die Firma Texaco, den See und das Umland. Der Lake Peigneur ist seitdem ein 60 Meter tiefer Salzsee.

### Hergang
Unterhalb des Sees befand sich ein Salzbergwerk; Texaco bohrte an der Oberfläche des Gewässers nach Öl. Aufgrund einer Fehlkalkulation drang der Bohrer in die Grubenbaue der dritten Sohle in 1500 Fuß (450 Meter) Teufe ein. Ähnlich wie beim Entfernen des Stöpsels in der Badewanne lief das Wasser aus dem See in das Loch ab und vergrößerte es durch Auflösen von Salz ständig. Die Hohlräume, die durch den Abbau des Salzes entstanden waren, wurden allmählich mit Wasser gefüllt. Der entstandene Strudel verschluckte zwei Bohrplattformen, elf Schuten, ein ganzes Ladedock, viele Bäume und insgesamt 260.000 m² umliegendes Gelände, insbesondere die Halbinsel Jefferson Island mit deren Botanischem Garten.
Große Mengen Wasser flossen mit hoher Geschwindigkeit in die Grubenbaue ab, wodurch der Spiegel des Sees so weit absank, dass sich die Fließrichtung des Delcambre-Kanals vorübergehend umkehrte und dieser nun Wasser aus der Vermillion Bay in das Loch im See leitete. Durch diesen Rückfluss bildete sich für einige Tage der mit etwa 50 Metern Höhe größte Wasserfall Louisianas. Die eingeschlossene Luft führte zu bis zu 12 Meter hohen Geysiren am Schacht des Bergwerks.
Zwölf Bohrarbeiter und ein Fischer entkamen jeweils per Boot, die Mannschaft eines Schleppschiffs im Kanal durch einen Sprung ans Ufer, 50 alarmierte Bergleute unter Schwierigkeiten zuletzt mit der Schachtförderanlage.

### Folgen
Durch das Unglück wurde niemand verletzt. Texaco und Wilson Brothers zahlten 32 Millionen US-Dollar als Entschädigung an das Bergbauunternehmen Diamond Crystal, was inflationsbereinigt einem heutigen Gegenwert von 105,3 Millionen US-Dollar entspräche. Weiterhin einigte man sich auf eine Entschädigung von 12,8 Millionen US-Dollar an Live Oak Gardens, was heute 42,1 Millionen US-Dollar entspräche. Im Dezember 1986 wurde das Salzbergwerk endgültig geschlossen. Die Firma AGL Ressources nutzt den Salzstock unter dem Lake Peigneur seit 1994 als Gasspeicher. So befand sich zum Beispiel im Oktober 2012 ein Arbeitsvolumen von 212 Mio. m3 in zwei Kavernen.